# شیخ هاپوت
شیخ‌هاپوت (به لاتین: Şıxhapıt) یک منطقه مسکونی در جمهوری آذربایجان است که در شهرستان خاچماز واقع شده‌است.